# Yombe jezik
Yombe jezik (ISO 639-3: yom; bayombe, kiombi, kiyombe), Nigersko-kongoanski jezik raširen po DR Kongu, Kongu i Angoli. Pripada centralnoj bantu skupini u zoni H, podskupina kongo (H.10), kojim govori oko 1 056 400 ljudi, većina na području DR Konga (669 000; 2002) na zapadu provincije Bas-Congo. U Angoli se govori na području Cabinde (39 400; 2000) i u Kongu 348 000 (2000).
Yombe ima dva dijalekta, mbala (mumbala) i vungunya (kivungunya, yombe classique). Etnička grupa zove se Yombe.

## Vanjske poveznice
- Ethnologue (14th)
- Ethnologue (15th)